# Prosara
Prosara je niska stršenjačka planina u Bosni i Hercegovini. Smještena je u sjevernoj Bosni između rijeke Une na zapadu i Jablanice na istoku i jugoistoku, dok je Sava na sjeveru.
Najveći vrh nalazi se na 363 metra nadmorske visine. Dugačka je oko 23 kilometra. Izgrađena od paleozojskih škriljaca i pješčenjaka, koji su na južnoj strani pokriveni neogenim sedimentima. Tokovi koji se spuštaju s planinskog bila, raščlanili su planinske strane u niz kosa. Prosara je bogata vodom i pod bujnom vegetacijom.
Prosaru izgrađuju eocenski (48.7 Ma) sinkolizioni granitoidi u obliku brojnih silova i dajkova. Parageneze mikroelemenata tih magmatita, pegmatita, grajzena i kvarcnih žila: U, Th, Ce, Y, P, Nb, Ta, B, Li, F, Be, Sn, Mo, W, Fe, Cu, Pb kao i vrijednosti 87Sr/86Sr te 18O ukazuju na podrijetlo magme iz omotača kontaminirane relativno metalogeno sterilnim stijenama litosfere. Hipoteza formiranja takove hibridne magme koja je najvjerojatnija je "slab break-off model". Apomagmatske granitoidne, isključivo žilne stijene planine Prosare su metalogenetski sterilne.